# Dobrovăț
Dobrovăț est une commune roumaine située dans le județ de Iași.